# Effondrement d'un immeuble à Changsha
L'effondrement d'un immeuble à Changsha est survenu le 29 avril 2022 dans un bâtiment auto-construit du district de Wangcheng, à Changsha, dans le Hunan, en Chine. L'incident a fait 54 morts.

## Efforts de sauvetage
Les services d'urgence ont été appelés vers midi, heure locale, peu après l'effondrement. Les efforts de sauvetage ont eu lieu du 29 avril au 5 mai. 10 personnes ont été secourus, le dernier survivant ayant été secouru 131 heures après l'effondrement.

## Conséquences
Les autorités chinoises ont arrêté 9 personnes liées à l'effondrement.